# Jakub Kałuziński
Jakub Kałuziński, né le 31 octobre 2002 à Gdańsk en Pologne, est un footballeur international polonais qui évolue au poste de milieu offensif à Antalyaspor.

## Biographie

### Carrière en club
Né à Gdańsk en Pologne, Jakub Kałuziński est formé par le Lechia Gdańsk. Il s'entraîne avec l'équipe première depuis le début de la saison 2019-2020, avant de prolonger son contrat jusqu'en juin 2023 le 20 juin 2020. Le lendemain il joue son premier match en professionnel, lors d'une rencontre d'Ekstraklasa face au Pogoń Szczecin. Il est titularisé et son équipe s'impose par un but à zéro.
Le 5 février 2022, Kałuziński inscrit son premier but dans l'Ekstraklasa, lors de la réception du Śląsk Wrocław. Titularisé, il ouvre le score de la tête sur un service de Mario Maloča (en), et son équipe s'impose par deux buts à zéro,,.
En fin de contrat au Lechia Gdańsk, Jakub Kałuziński rejoint la Turquie et le club d'Antalyaspor lors de l'été 2023. Le transfert est annoncé le 14 juillet 2023 et il signe un contrat de trois ans, soit jusqu'en juin 2026, avec une année supplémentaire en option,.

### En sélection
Jakub Kałuziński représente l'équipe de Pologne des moins de 20 ans entre 2021 et 2022. Sa première apparition avec cette sélection a lieu le 7 octobre 2021 contre l'Allemagne (0-0 score final). Il compte un total de cinq matchs joués.
Le 2 juin 2022, Jakub Kałuziński joue son premier match avec l'équipe de Pologne espoirs face Saint-Marin. Il entre en jeu à la place de Łukasz Poręba et se fait remarquer en inscrivant également son premier but, participant ainsi à la victoire de son équipe (0-5 score final),.
En juin 2024, Jakub Kałuziński est convoqué pour la première fois avec l'équipe nationale de Pologne par le sélectionneur Michał Probierz afin de participer aux matchs amicaux en préparation de l'Euro 2024. Kałuziński honore sa première sélection lors de ce rassemblement, le 7 juin 2024 contre l'Ukraine. Il entre en jeu à la place de Kacper Urbański et son équipe s'impose par trois buts à un. Il n'est toutefois pas retenu dans la liste finale pour disputer l'Euro.